# Джефф Ізлі
Джефф Ізлі (англ. Jeff Easley; нар. 1954) — художник олією, який створює фентезійні твори для рольових ігор, коміксів і журналів, а також нефантастичне комерційне мистецтво.

## Раннє життя
Ізлі народився Джефф в Ніколасвіллі, штат Кентуккі, в 1954 році. У дитинстві він малював, особливо таких істот, як привиди та монстри. «Я переглянув багато фільмів про монстрів під час останнього шоу і створив кожен набір моделей монстрів, який міг отримати в руки», — казав він в інтерв'ю. Він відвідував середню школу в Ніколасвіллі, а потім здобув ступінь бакалавра образотворчого мистецтва з живопису в Університеті штату Мюррей у Кентуккі.

## Кар'єра
Після того, як Синтія закінчила аспірантуру, подружжя разом з друзями переїхало до Массачусетсу, де Ізлі почав свою кар'єру професійного художника. «Я працював фрілансером для Warren Publications, включаючи обкладинки та комікси для Creepy, Eerie і Vampirella, а також для журналів Marvel Comics, включаючи обкладинки для Savage Sword of Conan і Bizarre Adventures. Але мій справжній дохід приніс моя робота в Okey-Doke Popcorn Company». Як головний взірець своєї творчості він згадує художника середини ХХ століття Френка Фразетту.
Через спільного друга Ізлі познайомився з уродженцем Кентуккі та художником Ларрі Елмором. «Коли я почув, що Ларрі збирається покинути Форт-Нокс, щоб приєднатися до TSR, я зв'язався з ним і виявив, що там можуть бути інші можливості роботи». Він подав заявку на роботу в TSR, видавця популярної рольової гри Dungeons & Dragons: «Я… почав тут працювати у березні 1982 року. Моїм першим проектом було намалювати коштовне каміння на корінцях перших чотирьох книг „Нескінченних пошуків“, але далі я точно пішов у гору». Першою роботою Ізлі для TSR художником інтер'єру стала «Загублені печери Цойканту».
Ізлі продовжував робити більшу частину обкладинок для популярної серії книг правил Advanced Dungeons & Dragons у твердій палітурці 1980-х і 1990-х років. Деякі з його робіт того періоду були представлені на обкладинках книг, таких як AD&D Player's Handbook, Dungeon Master Guide, Tome of Magic, Monstrous Manual book, а також більше десятка додатків до Monstrous Compendium, а також кілька видань базової коробки D&D. Деякі з його відомих робіт включають обкладинки 1-го видання втілень Monster Manual , Monster Manual II, Legends & Lore, Unearthed Arcana , Oriental Adventures і Dungeoneer's Survival Guide, а також 2-е видання основних книг (Player's Handbook, Dungeon Master's Guide та Monstrous Manual). Він також намалював обкладинку першого видання Battlesystem, переглянуту обкладинку Gamma World, численні модулі та обкладинки книг Endless Quest і обкладинку Dragonlance Calendar. Він зробив обкладинку Dragonlance Adventures та інші ілюстрації для серії Dragonlance. Одна з його робіт, «Червоний дракон», була представлена на обкладинці книги AD&D «Посібник з монстрів» за 1983—1989 роки. Після придбання TSR компанією Wizards of the Coast Ізлі надав ілюстрації для сорока дев'яти карток для ігрових наборів Magic: The Gathering від Mercadian Masques до Eventide. Працюючи фрілансером, Ізлі розробив вставки дракона із золота та слонової кістки для розкішних гітар обмеженої серії. 2006 року він також створив обкладинку для альбому Triumph or Agony італійського пауер-метал гурту Rhapsody of Fire.
У 2014 році Скотт Тейлор із Black Gate назвав Джеффа Іслі № 5 у списку 10 найкращих виконавців рольових ігор за останні 40 років, сказавши, що «його робота охоплювала кожну основну книгу AD&D 1E у твердій обкладинці, а також Посібник гравця AD&D 2E і DMG. Він також створив незліченну кількість чорно-білих ілюстрацій, і немає художника, який би заповнив стільки сторінок рольових ігор мистецтвом, як Джефф».